# Winnipeg Challenger 2022 - Doppio
Darian King e Peter Polansky erano i detentori del titolo ma hanno scelto di non partecipare.
In finale Billy Harris e Kelsey Stevenson hanno sconfitto Max Schnur e John-Patrick Smith con il punteggio di 2-6, 7–6(9), [10-8].

## Teste di serie
1. Max Schnur /  John-Patrick Smith (finale)
2. Ruben Gonzales /  Evan King (quarti di finale)

1. Hsu Yu-hsiou /  Michail Pervolarakis (primo turno)
2. Nicolás Mejía  /  Roberto Quiroz (quarti di finale)

## Wildcard
1. Marko Stakusic /  Jaden Weekes (primo turno)

## Tabellone

### Legenda
| - Q = Qualificato - WC = Wild card - LL = Lucky loser | - ALT = Alternate - SE = Special Exempt - PR = Protected Ranking | - w/o = Walkover - r = Ritirato - d = Squalificato |

|  | Primo turno | Primo turno            | Primo turno          | Primo turno      | Primo turno      |  |  | Quarti di finale | Quarti di finale     | Quarti di finale     | Quarti di finale     | Quarti di finale  |   |   | Semifinali | Semifinali                    | Semifinali           | Semifinali                    | Semifinali |   |      | Finale | Finale | Finale | Finale | Finale |  |
|  |             |                        |                      |                  |                  |  |  |                  |                      |                      |                      |                   |   |   |            |                               |                      |                               |            |   |      |        |        |        |        |        |  |
|  | 1           | M Schnur J-P Smith     | M Schnur J-P Smith   | 7                | 6                |  |  |                  |                      |                      |                      |                   |   |   |            |                               |                      |                               |            |   |      |        |        |        |        |        |  |
|  |             | G Brouwer A McHugh     | G Brouwer A McHugh   | 64               | 3                |  |  | 1                | M Schnur J-P Smith   | M Schnur J-P Smith   | M Schnur J-P Smith   | w/o               |   |   |            |                               |                      |                               |            |   |      |        |        |        |        |        |  |
|  | WC          | M Stakusic J Weekes    | M Stakusic J Weekes  | 4                | 67               |  |  |                  | R Hijikata B Sigouin | R Hijikata B Sigouin | R Hijikata B Sigouin |                   |   |   |            |                               |                      |                               |            |   |      |        |        |        |        |        |  |
|  |             | R Hijikata B Sigouin   | R Hijikata B Sigouin | 6                | 7                |  |  |                  |                      |                      |                      |                   |   |   | 1          | M Schnur J-P Smith            | M Schnur J-P Smith   | 6                             | 6          |   |      |        |        |        |        |        |  |
|  | 3           | Y-h Hsu M Pervolarakis | 3                    | 6                | [4]              |  |  |                  |                      |                      | T Matsui K Uesugi    | T Matsui K Uesugi | 1 | 1 |            |                               |                      |                               |            |   |      |        |        |        |        |        |  |
|  |             | T Matsui K Uesugi      | 6                    | 0                | [10]             |  |  |                  | T Matsui K Uesugi    | 6                    | 5                    | [10]              |   |   |            |                               |                      |                               |            |   |      |        |        |        |        |        |  |
|  |             | A Ayeni T Baadi        | A Ayeni T Baadi      | 4                | 3                |  |  |                  | L Draxl A Galarneau  | 3                    | 7                    | [5]               |   |   |            |                               |                      |                               |            |   |      |        |        |        |        |        |  |
|  |             | L Draxl A Galarneau    | L Draxl A Galarneau  | 6                | 6                |  |  |                  |                      |                      |                      |                   |   |   | 1          | Max Schnur John-Patrick Smith | 6                    | 69                            | [8]        |   |      |        |        |        |        |        |  |
|  |             | H Habib L Tu           | 6                    | 67               | [12]             |  |  |                  |                      |                      |                      |                   |   |   |            |                               |                      | Billy Harris Kelsey Stevenson | 2          | 7 | [10] |        |        |        |        |        |  |
|  |             | B Harris K Stevenson   | 4                    | 7                | [14]             |  |  |                  | B Harris K Stevenson | B Harris K Stevenson | 6                    | 6                 |   |   |            |                               |                      |                               |            |   |      |        |        |        |        |        |  |
|  |             | B Holt N Monroe        | 62                   | 6                | [11]             |  |  | 4                | N Mejía R Quiroz     | N Mejía R Quiroz     | 3                    | 3                 |   |   |            |                               |                      |                               |            |   |      |        |        |        |        |        |  |
|  | 4           | N Mejía R Quiroz       | 7                    | 3                | [13]             |  |  |                  |                      |                      |                      |                   |   |   |            | B Harris K Stevenson          | B Harris K Stevenson | 6                             | 6          |   |      |        |        |        |        |        |  |
|  |             | G Nanda Z Svajda       | G Nanda Z Svajda     | G Nanda Z Svajda | G Nanda Z Svajda |  |  |                  |                      |                      | G Nanda Z Svajda     | G Nanda Z Svajda  | 3 | 4 |            |                               |                      |                               |            |   |      |        |        |        |        |        |  |
|  |             | Bye                    | Bye                  | Bye              | Bye              |  |  |                  | G Nanda Z Svajda     | 6                    | 5                    | [10]              |   |   |            |                               |                      |                               |            |   |      |        |        |        |        |        |  |
|  |             | JC Aguilar G Diallo    | JC Aguilar G Diallo  | 4                | 2                |  |  | 2                | R Gonzales E King    | 3                    | 7                    | [8]               |   |   |            |                               |                      |                               |            |   |      |        |        |        |        |        |  |
|  | 2           | R Gonzales E King      | R Gonzales E King    | 6                | 6                |  |  |                  |                      |                      |                      |                   |   |   |            |                               |                      |                               |            |   |      |        |        |        |        |        |  |